# Cheick Mamadou Diabaté
Cheick Mamadou Diabaté (Abidjan, 1º gennaio 2004) è un calciatore ivoriano, difensore del Wolfsberger.

## Carriera
Ha iniziato a giocare a calcio in Costa d'Avorio con la maglia del Bouaké. Nell'estate del 2022 è stato acquistato dal Maccabi Petah Tiqwa che non lo ha mai tuttavia schierato nel corso della stagione. Nel 2023 è stato ceduto in prestito al Maccabi Giaffa con cui ha debuttato il 24 agosto nell'incontro di Liga Leumit vinto 5-1 contro l'Hapoel Afula.
Il 6 febbraio 2024 è stato acquistato a titolo definitivo dal Wolfsberger, club della prima divisione austriaca.

## Statistiche

### Presenze e reti nei club
Statistiche aggiornate al 16 marzo 2025.
| Stagione        | Squadra         | Campionato      | Campionato | Campionato | Coppe nazionali | Coppe nazionali | Coppe nazionali | Coppe continentali | Coppe continentali | Coppe continentali | Altre coppe | Altre coppe | Altre coppe | Totale | Totale | Totale |
| Stagione        | Squadra         | Comp            | Pres       | Reti       | Comp            | Pres            | Reti            | Comp               | Pres               | Reti               | Comp        | Pres        | Reti        | Pres   | Reti   |        |
| --------------- | --------------- | --------------- | ---------- | ---------- | --------------- | --------------- | --------------- | ------------------ | ------------------ | ------------------ | ----------- | ----------- | ----------- | ------ | ------ | ------ |
| 2023-feb. 2024  | Maccabi Giaffa  | LL              | 16         | 0          | CI+TC           | 0               | 0               | -                  | -                  | -                  | -           | -           | -           | 16     | 0      |        |
| 2024-2025       | Wolfsberger II  | RL              | 1          | 0          | -               | -               | -               | -                  | -                  | -                  | -           | -           | -           | 1      | 0      |        |
| feb.-giu. 2024  | Wolfsberger     | BL              | 13         | 0          | CA              | 0               | 0               | -                  | -                  | -                  | -           | -           | -           | 13     | 0      |        |
| 2024-2025       | Wolfsberger     | BL              | 12         | 0          | CA              | 2               | 0               | -                  | -                  | -                  | -           | -           | -           | 14     | 0      |        |
| Totale carriera | Totale carriera | Totale carriera | 42         | 0          |                 | 2               | 0               |                    | -                  | -                  |             | -           | -           | 44     | 0      |        |

## Palmarès

### Club

#### Competizioni nazionali
- Coppa d'Austria: 1

Wolfsberger: 2024-2025